# Adjoa Andoh
Adjoa Andoh (14 de janeiro de 1963) é uma atriz britânica de cinema, televisão, teatro e rádio. É conhecida no palco do Reino Unido por papéis principais no RSC, no National Theatre, no Royal Court Theatre e no Almeida Theatre. Conhecida também na televisão britânica, notadamente em duas séries de Doctor Who, como a mãe de Martha, Francine Jones; em 90 episódios do drama médico de longa data da BBC, Casualty as Staff Nurse (later sister) Colette Griffiths (née Kierney); e um ano no EastEnders da BBC. Andoh é a voz das versões em áudio da série de romances nº 1 da Agência de Detetives para Mulheres de Alexander McCall Smith; ela ganhou o "Audio Book of the Year" pelo décimo romance da série, Tea Time for the Traditionally Built.
Ela fez sua estreia em Hollywood no outono de 2009, estrelando como a chefe de gabinete de Nelson Mandela, Brenda Mazibuko, ao lado de Morgan Freeman, como Mandela em Invictus de Clint Eastwood.
Andoh era membro da Radio Drama Company da BBC. Seus créditos na televisão incluem Casualty (ela interpretou Colette Griffiths (née Kierney) de 2000 a 2003), Jonathan Creek, EastEnders (onde interpretou a cantora de jazz Karen, a inquilina de Rachel Kominski em 1991) e The Tomorrow People (onde interpretou Amanda James na história The Ramses Connection em 1995).
Ela apareceu em Doctor Who várias vezes: em 2006 como a irmã Jatt no episódio da série 2 " New Earth " e como a enfermeira Albertine no drama de áudio Year of the Pig. Em 2007, ela apareceu em vários episódios da terceira série (" Smith and Jones ", " The Lazarus Experiment ", " 42 ", " The Sound of Drums " e " Last of the Time Lords ") como Francine Jones, a mãe de Martha Jones (Freema Agyeman). Ela reprisou seu papel no final da série 4 (" The Stolen Earth " e " Journey's End ").
O outro trabalho de Andoh na televisão inclui interpretar o chefe do MI9 nas séries 3 a 5 de MI High e DCI Ford em Missing.
Ela também é conhecida por narrar as versões do audiobook da série de romances policiais The No. 1 Ladies 'Detective Agency de Alexander McCall Smith e da trilogia Imperial Radch Series de Ann Leckie (embora não todas as edições americanas), bem como a de Julia Jarman livros infantis, The Jessame Stories e More Jessame Stories. Ela também é conhecida por narrar a versão em áudio do livro de Nnedi Okorafor 's Lagoon (romance) com Ben Onwukwe, e Americanah de Chimamanda Ngozi Adichie. Ela narrou The Power, de Naomi Alderman, o livro favorito do ex-presidente Barack Obama em 2017. Sua carreira em dramas de áudio inclui a Voz do Planeta B no Planeta B na BBC Radio 7. Em 2004, ela foi escalada para o videogame Fable.
Andoh também apareceu no filme de Noel Clarke, Adulthood, de 2008, como a mãe do personagem de Clarke, Sam Peel.
Ela pode ser vista nos cinemas como a chefe de gabinete Brenda Maziubo ao lado de Nelson Mandela, de Morgan Freeman, em Invictus de Clint Eastwood. O filme conta como Mandela trouxe a população Afrikaner para o Projeto Rainbow Nation por meio de seu apoio e inspiração à equipe sul-africana de rugby do Springbok, vencedora da Copa do Mundo de 1995, e seu relacionamento comovente com o capitão do time, François Pienaar, interpretado por Matt Damon. Andoh descreve a experiência de filmagem como extremamente positiva, dizendo que foi diferente de qualquer set em que ela já havia filmado.

## Trabalho teatral
Andoh trabalhou extensivamente no teatro. Seus créditos incluem His Dark Materials, Stuff Happens e The Revenger's Tragedy no National Theatre; A Streetcar Named Desire (National Theatre Studio); Troilus e Cressida, Julius Caesar, Tamburlaine and The Odyssey (RSC); Sugar Mummies e Breath Boom (Royal Court); Richard II (Globe); Les Liaisons Dangereuses (Donmar Warehouse); Grandes expectativas (Bristol Old Vic); Blood Wedding  (Almeida); Nights at the Circus, The Dispute and Pericles (Lyric Hammersmith); Julius Caesar (the Bridge); Purgatório (Arcola); The Vagina Monologues  (Criterion); Starstruck (Triciclo) e In The Red and Brown Water (Young Vic).

## Vida pessoal
Andoh nasceu em Clifton, Bristol. Sua mãe, professora, era inglesa, e seu pai era jornalista e músico de Gana. Andoh cresceu em Wickwar em Gloucestershire, e frequentou a escola Katharine Lady Berkeley. Ela começou a estudar direito na Bristol Polytechnic, mas saiu após dois anos para seguir a carreira de atriz. Ela e o marido, o professor Howard Cunnell, têm três filhos.
Em outubro de 2009, Andoh foi licenciada como Leitora (pregadora leiga) na Igreja da Inglaterra.

## Filmografia

### Filme
| Ano  | Título                    | Função          |
| ---- | ------------------------- | --------------- |
| 1991 | London South West         | Marion          |
| 1995 | What My Mother Told Me    | Jesse           |
| 2004 | Every Time You Look at Me | Sra. Berry      |
| 2007 | The Shadow in the North   | Jessie Saxon    |
| 2008 | Adulthood                 | Sra. Peel       |
| 2009 | Invictus                  | Brenda Mazibuko |
| 2016 | Brotherhood               | Sra. Peel       |
| 2019 | Fractured                 | Dr. Jacobs      |

### Televisão
| Ano             | Título                               | Função                                              | Notas |
| --------------- | ------------------------------------ | --------------------------------------------------- | --- |
| 1990–1991       | EastEnders                           | Karen                                               | 10 episódios |
| 1992–2004       | The Bill                             | Sra.. Hughes, Diana Holt, Sra. Baptiste             | 3 episódios: "A Blind Eye", "Grey Area", "236" |
| 1992            | Waiting for God                      | Dr. Angela Avery                                    | 1 episódio: "Sleeping Pills" |
| 1993, 2000–2003 | Casualty                             | Maggie (1 episode, 1993), Colette Kierney/Griffiths | 73 episódios |
| 1994            | The Brittas Empire                   | Reporter                                            | 1 episódio: "High Noon" |
| 1995            | Health and Efficiency                | Sister Beth Williams                                | 2 episódios: "The Old Dope Peddler", "Five Have Plenty of Fun"                                                                                      |
| 1995            | The Tomorrow People                  | Amanda Jones                                        | 3 episódios |
| 1996            | Paul Merton in Galton and Simpson's… | Defence Counsel                                     | 1 episódio: "Twelve Angry Men" |
| 1996            | Testament: The Bible in Animation    | Ruth                                                | 1 episódios (Voice) |
| 1997            | Peak Practice                        | Dr. Nixon                                           | 2 episódios: "Letting Go", "The Price" |
| 1998            | Close Relations                      | April                                               | Mini-Series |
| 1998            | A Rather English Marriage            | Mandy Hulme                                         | TV movie |
| 1999            | Jonathan Creek                       | Anthea Spacey                                       | 1 episódio: "The Curious Tale of Mr. Spearfish" |
| 2006            | Doctor Who                           | Sister Jatt                                         | 1 episódios: "New Earth" |
| 2007–2008       | Doctor Who                           | Francine Jones                                      | 7 episódios: "Smith and Jones", "The Lazarus Experiment", "42", "The Sound of Drums", "Last of the Time Lords", "The Stolen Earth", "Journey's End" |
| 2007            | Wire in the Blood                    | Celeste Davies                                      | 1 episódios: "The Colour of Amber" |
| 2009–2011       | M.I. High                            | Head of MI9                                         | Recurring character |
| 2009            | Missing                              | DCI Lauren Ford                                     | Recurring character, 3 episódios |
| 2011            | Scott &amp; Bailey                   | Janice                                              | Guest star |
| 2011            | Law & Order: UK                      | Pathologist                                         | Recurring character, 3 episódios |
| 2012            | Julius Caesar                        | Portia                                              | TV movie. Made by the Royal Shakespeare Company for the BBC.                                                                                        |
| 2014            | Wizards vs. Aliens                   | Old Bethesta                                        | The two-part story "Daughters of Stone". |
| 2015            | Broadchurch                          | Julie                                               | Recurring character, 1 episódio (to date) |
| 2015            | Cucumber                             | Marie                                               | Recurring character, 2 episódios (to date) |
| 2015–2020       | Thunderbirds Are Go                  | Colonel Casey                                       | Recurring character, 7 episódios |
| 2016            | Line of Duty                         | Prosecutor                                          | 2 episódios: "The Process", "Snake Pit" |
| 2018            | Death in Paradise                    | Celeste Jones                                       | 1 episódio: "Dark Memories" S7: E7 |
| 2020            | Silent Witness                       | DI Nina Rosen                                       | 2 episódios "Deadhead" |
| 2020            | Bridgerton                           | Lady Danbury                                        | |

### Atuação na Rádio
| Ano  | Título                    | Função            | Notas             |
| ---- | ------------------------- | ----------------- | ----------------- |
| 1991 | The Blade of the Poisoner | Dorina            | Alvo de Carver    |
| 2009 | Planet B                  | Voice of Planet B | Narrador da série |
| 2019 | Os arqueiros              | Fiona Lloyd       | Irmã de alistair  |

### Vídeo Games
| Ano  | Título                       | Função (ões)                                  | Notas |
| ---- | ---------------------------- | --------------------------------------------- | ----- |
| 2001 | Wave Rally                   |                                               |       |
| 2004 | Fable (videogame de 2004)    |                                               |       |
| 2005 | Kameo                        | Lenya                                         |       |
| 2008 | Age of Conan                 |                                               |       |
| 2008 | Fable II                     |                                               |       |
| 2010 | Dante's Inferno (video game) | Tons de fundo / inocentes do Acre / Semiramis |       |
| 2010 | Fable III                    |                                               |       |
| 2012 | The Secret World             | Zhara / vozes adicionais                      |       |
| 2012 | Fable: The Journey           |                                               |       |
| 2014 | Dreamfall Chapters           | Pastor / Mãe Utana / Adala                    |       |
| 2017 | Horizon Zero Dawn            | Sona / Cpl. Vandana Sarai                     |       |